# Bell P-39 Airacobra
Bell P-39 Airacobra var en amerikansk jagerbomber, som fløj første gang den 25. november 1939 og blev spået en lysende fremtid, især takket være dens 37 mm kanon. Bell begyndte at levere P-39 til den amerikanske hærs flystyrker (USAAF) i begyndelsen af 1941. P-39 var et ret atypisk fly med motoren placeret bag piloten, næsehjul og "bildøre" til indstigning i cockpittet.
Under luftkrigen over Stillehavet blev P-39's mangler imidlertid hurtigt tydelige. Dens motor var ikke udrustet med kompressor hvilket betød, at motoreffekten blev forringet i højder over 3.600 m, og flyet blev herefter udelukkende anvendt som støtte for styrker på jorden. Allerede i 1944 blev flyet trukket ud af aktiv tjeneste i den amerikanske hær. Samme oplevelser havde RAF's piloter, så briterne leverede flyene tilbage.
Mange af flyene kom til Sovjetunionen som led i Lend-Lease. I alt blev der sendt ca. 5.000 P-39'er til Sovjetunionen, som hovedsagelig brugte dem som støtte for landstyrkerne.
Under 3.600 m havde P-39 bedre flyveegenskaber end de tyske flytyper Bf 109 og Fw 190. Den havde især meget bedre svingradius. Af Sovjetunionens højest rangerede flyveesser fløj over halvdelen P-39 Airacobra.